# Amoya
Amoya là một chi của Họ Cá bống trắng

## Các loài
Chi này hiện hành có các loài sau đây được ghi nhận:
- Amoya gracilis (Bleeker, 1875) (Bluespotted mangrovegoby)
- Amoya madraspatensis (F. Day, 1868) (Manyband goby)
- Amoya moloanus (Herre, 1927) (Barcheek Amoya)
- Amoya signata (W. K. H. Peters, 1855) (Tusk goby)
- Amoya veliensis (Geevarghese & John, 1982)